# Ryssäsaari (ö i Södra Österbotten)
Ryssäsaari är en ö i Finland. Den ligger i sjön Hirvijärvi och i kommunen Lappo i den ekonomiska regionen  Järviseutu ekonomiska region  och landskapet Södra Österbotten, i den centrala delen av landet, 300 km norr om huvudstaden Helsingfors. Öns area är 0,2 hektar och dess största längd är 80 meter i öst-västlig riktning.